# 太阁立志传III
《太阁立志传III》是一款由光荣公司制作和发行的角色扮演类游戏，為太閤立志傳系列第3作。本游戏最初于1999年3月在Windows发行，游戏后移植至PlayStation平台。本游戏于1999年8月19日在日本地区PlayStation发行。
与前作相比，本作系统进行大幅度变化。各角色具有动画风格。武将的能力值分为军事、内政、外交和魅力。此外还有12个技能。
战斗分为战野战和攻城战。